# سیارک ۱۰۰۸۹
سیارک ۱۰۰۸۹ (به انگلیسی: 10089 Turgot، نامگذاری:1990SS9) ده هزار و هشتاد و نهمین سیارک کشف شده‌است که در ۲۲ سپتامبر ۱۹۹۰ کشف شد.
قدر مطلق سیارک برابر ۱۴٫۶۰ است.